# 姜燮生
姜燮生（1928年9月—2015年5月7日），江苏丹阳人，中华人民共和国政治人物。
1949年，考入清华大学航空工程系发动机设计专业，后担任成都航空发动机厂总工艺师、厂长兼党委副书记。文化大革命期间受到破坏。1980年8月后，任第三机械工业部副部长兼成都航空发动机厂厂长，后升任科技委主任、中华人民共和国航空工业部副部长，航空航天工业部副部长，航空工业总公司科技委主任，中国航空工业第二集团公司科技委主任。2015年去世。